# Volo United Airlines 859
Il volo United Airlines 859 era un volo di linea passeggeri nazionale da Omaha a Denver, negli Stati Uniti d'America. L'11 luglio 1961, un Douglas DC-8 operante su tale rotta prese fuoco durante l'atterraggio all'aeroporto Internazionale di Stapleton dopo essere uscito di pista a causa di un'avaria meccanica.

## L'aereo
Il velivolo coinvolto era un Douglas DC-8-12, marche N8040U, numero di serie 45307, numero di linea 146. Volò per la prima volta il 23 marzo 1961 e venne consegnato a United Airlines il 16 giugno dello stesso anno. Era alimentato da 4 motori turboventola Pratt & Whitney JT3C-6. Al momento dell'incidente, l'aereo aveva poco meno di 4 mesi.

## L'incidente

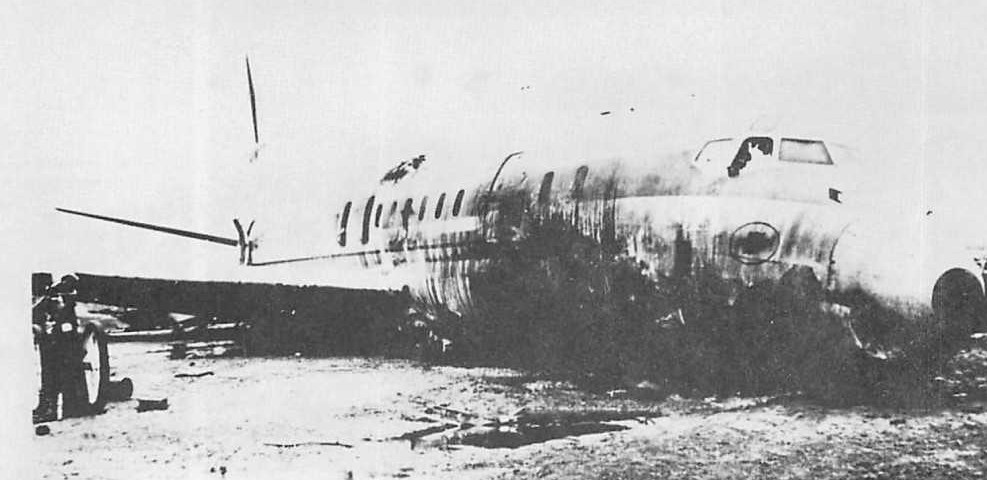
Il DC-8 giacente sulla via di rullaggio in costruzione dopo l'incendio.

Il velivolo subì un guasto idraulico durante il viaggio verso Denver; nonostante ciò, i piloti si prepararono per quello che si aspettavano essere un atterraggio di routine, dopo aver eseguito la lista di controllo per quel tipo di problema. L'aereo atterrò normalmente, ma quando le manette dei motori vennero spostate nella posizione di inversione di spinta, i meccanismi per attivare quella modalità nei motori di sinistra non risposero. Le "benne", come vengono chiamati quei meccanismi, si devono chiudere per dirigere la spinta del propulsore in avanti e rallentare il jet.
Il malfunzionamento permise l'attivazione degli inversori nei soli motori di destra. A seguito della spinta asimmetrica, il velivolo iniziò a virare verso destra. Tutti gli pneumatici del carrello di atterraggio principale destro esplosero all'uscita di pista; il DC-8 colpì dei veicoli su una via di rullaggio ancora in costruzione. Il carrello anteriore collassò e il serbatoio del carburante dell'ala destra si ruppe, dando inizio ad un incendio. Il rapporto del Civil Aeronautics Board (CAB) affermò inoltre che un fattore determinante fu l'incapacità del primo ufficiale di monitorare le spie luminose degli inversori di spinta.
L'avvelenamento da monossido di carbonio fu la causa della morte di 16 passeggeri, che furono in grado di evacuare abbastanza rapidamente. Una donna anziana si fratturò entrambe le caviglie durante l'evacuazione e in seguito morì per shock. Su un totale di 122 occupanti, persero la vita 17 persone e altre 84 rimasero ferite.

## Le indagini
Il CAB, nella sezione delle probabili cause del final report, affermò: